# 厚齿石楠
厚齿石楠（学名：Photinia callosa），为蔷薇科石楠属下的一个植物种。